# Grzegorz Szpyrka
Grzegorz Adam Szpyrka (ur. 10 grudnia 1957 w Katowicach) – polski polityk, samorządowiec i lekarz, w dwóch kadencjach wicemarszałek województwa śląskiego.

## Życiorys
W 1982 ukończył studia w Śląskiej Akademii Medycznej, zaś w 1992 uzyskał następnie stopień naukowy doktora nauk medycznych. Ukończył także w 1998 podyplomowe studium w zakresie zarządzania w ochronie zdrowia „ETOS”. Uzyskał specjalizację I i II stopnia z zakresu pediatrii. Pracował m.in. w Katedrze Pediatrii na Wydziale Lekarskim ŚAM. Objął stanowisko dyrektora Samodzielnego Publicznego Zakładu Opieki Zdrowotnej – Chorzowskiego Centrum Pediatrii i Onkologii im. dr Edwarda Hankego.
Od 1998 do 2010 sprawował mandat radnego sejmiku śląskiego, początkowo z ramienia Akcji Wyborczej Solidarność. Należał do Ruchu Stu (1996–2000, od 1999 zasiadał w zarządzie krajowym partii), Stronnictwa Konserwatywno-Ludowego (2000–2001) i Przymierza Prawicy (2001–2002). Następnie wstąpił do Platformy Obywatelskiej (jako jej kandydat został wybrany do sejmiku w 2002 z listy POPiS), a wkrótce przeszedł do Prawa i Sprawiedliwości. Z listy PiS w 2006 po raz trzeci uzyskał mandat radnego z chorzowskiego okręgu wyborczego. W 2010 nie startował w kolejnych wyborach samorządowych.
Bez powodzenia kandydował do Senatu w 2001 z ramienia Bloku Senat 2001, na prezydenta Chorzowa z ramienia Platformy Prawa i Samorządności (koalicji PO-PiS) w 2002 (zajął 3. miejsce spośród 6 kandydatów), w 2004 do Parlamentu Europejskiego z listy PiS i ponownie do Senatu w 2005 z ramienia komitetu „Śląsk w Europie”.
W I kadencji sejmiku i ponownie od 2006 do 2008 pełnił funkcję wicemarszałka w zarządzie województwa.